# Piazza del Duomo (Milan)
Pour les articles homonymes, voir piazza del Duomo.
La piazza del Duomo (« place de la Cathédrale ») est la place principale de Milan, chef-lieu de la Lombardie en Italie. Elle constitue le véritable cœur urbain et commercial de la ville depuis plus de sept siècles, où les Milanais se retrouvent pour célébrer les événements importants.

## Description
La place a la forme d'un vaste rectangle avec de nombreux monuments qui mettent en valeur la cathédrale (en italien : il Duomo) qui en ferme le côté est.
La place est dominée par l'imposante façade gothique du Duomo et ornée en son centre par une statue équestre de Victor-Emmanuel II. Autour de la place, se trouvent de nombreux monuments d'architectures et d'époques variées :
- Le Palazzo Carminati se situe face à la cathédrale. Il a été surtout célèbre pour accueillir pendant de longues années d'imposantes enseignes publicitaires lumineuses. Les dernières ont été retirées en 1999[1].
- Les deux faces nord et sud de la place ont été composées de façon symétrique en s'organisant chacune autour des Porches méridionaux et septentrionaux. Les Porches septentrionaux marquent l'accès de la Galleria Vittorio Emanuele II.

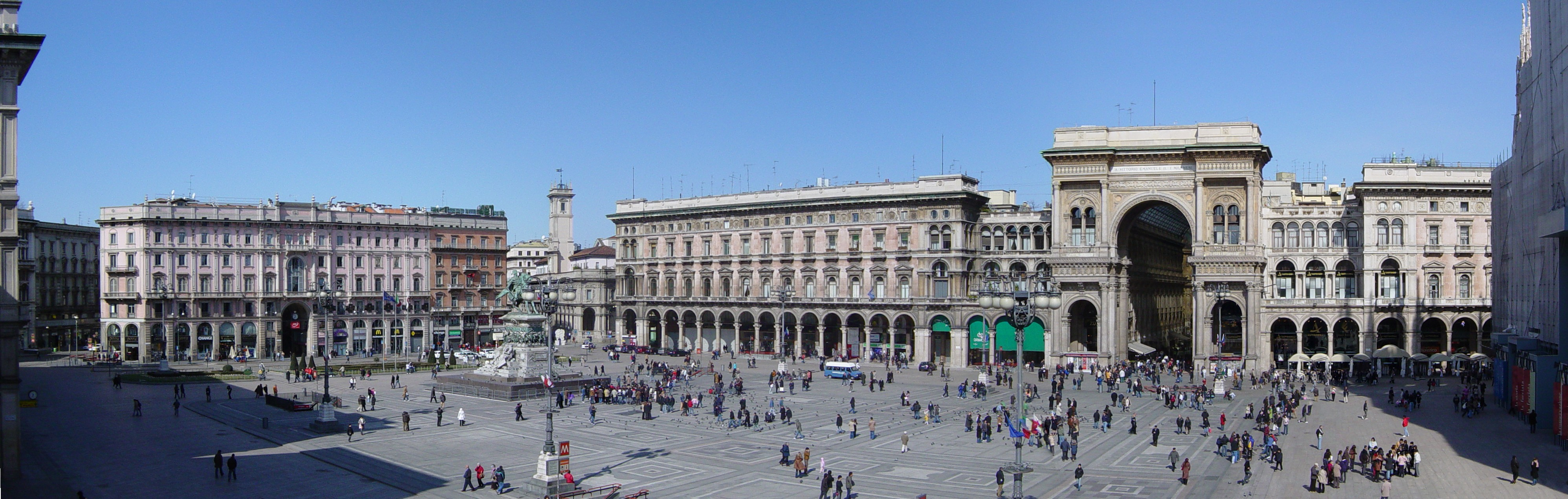
Vue panoramique

La place en 1909.

## Monuments de la place
- Duomo di Milano
- Galleria Vittorio Emanuele II
- Palazzo dell'Arengario qui abrite le museo del Novecento
- Palazzo Carminati
- Palazzo dei Portici Settentrionali (Porches septentrionaux)
- Palazzo dei Portici Meridionali (Porches méridionaux)
- Palazzo Reale
- Monumento a Vittorio Emanuele II

## Galerie photographique

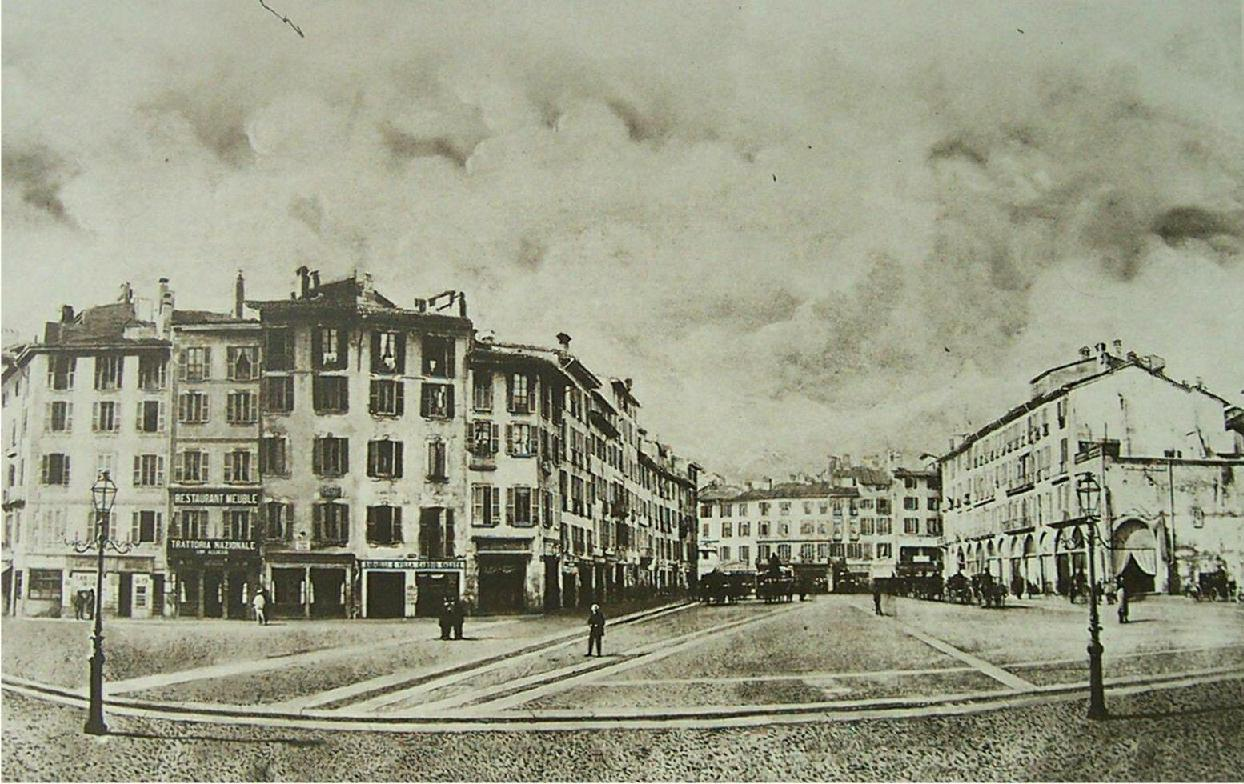
La Piazza Duomo en 1865.
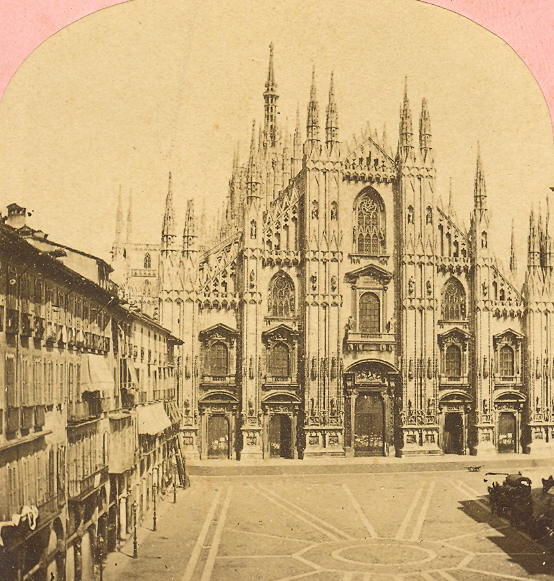
Image de la place autour de 1865.
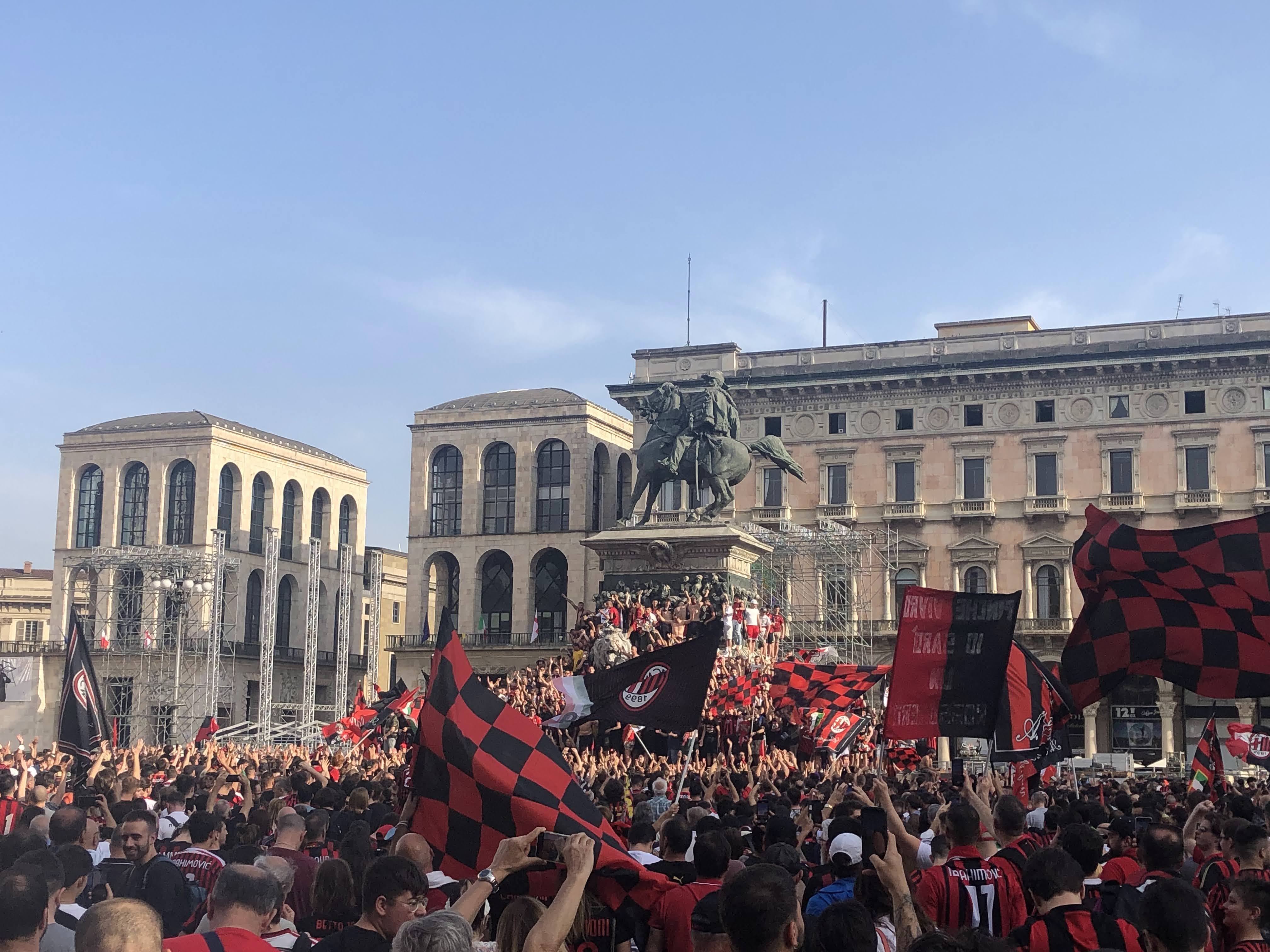
La place en fête
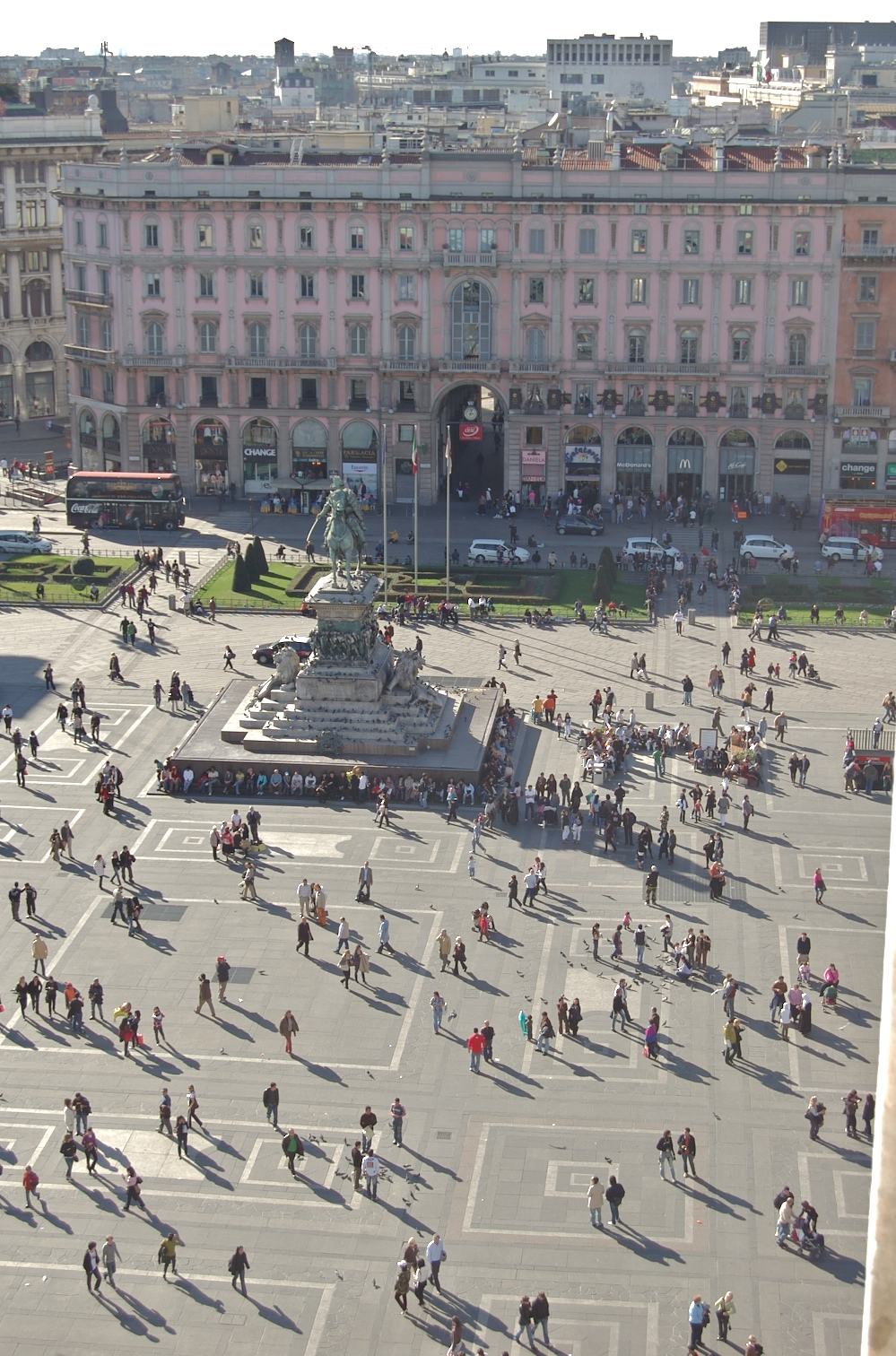
La place vue du haut de la cathédrale.